# 津市立村主小学校
津市立村主小学校（つしりつすぐりしょうがっこう）は、三重県津市安濃町にある公立小学校。

## 概要
- 校舎：3階建
- 運動場
- 講堂兼屋内体育館
- プール

## 沿革
- 1873年 - 私立岡南学校開設
- 1894年 - 現在地に新校舎完成
- 1940年 - 講堂完成
- 1956年 - 給食室完成 給食実施
- 1977年 - 安濃町立村主小学校と改称
- 1978年 - 屋内運動場完成
- 1980年 - 現校舎完成
- 2006年 - 市町村合併により津市立村主小学校と改称

## 交通アクセス
- バス安濃岡南を下車し徒歩で約5分
- 地図